# Stow (Massachusetts)
Stow es un pueblo ubicado en el condado de Middlesex en el estado estadounidense de Massachusetts. En el Censo de 2010 tenía una población de 6.590 habitantes y una densidad poblacional de 141,47 personas por km².

## Geografía
Stow se encuentra ubicado en las coordenadas 42°25′47″N 71°30′45″O / 42.42972, -71.51250. Según la Oficina del Censo de los Estados Unidos, Stow tiene una superficie total de 46.58 km², de la cual 44.84 km² corresponden a tierra firme y (3.74%) 1.74 km² es agua.

## Demografía
Según el censo de 2010, había 6.590 personas residiendo en Stow. La densidad de población era de 141,47 hab./km². De los 6.590 habitantes, Stow estaba compuesto por el 93.61% blancos, el 0.67% eran afroamericanos, el 0.17% eran amerindios, el 3.31% eran asiáticos, el 0% eran isleños del Pacífico, el 0.38% eran de otras razas y el 1.87% pertenecían a dos o más razas. Del total de la población el 1.85% eran hispanos o latinos de cualquier raza.